# ガイウス・カルプルニウス・ピソ (紀元前180年の執政官)
ガイウス・カルプルニウス・ピソ（ラテン語: Gaius Calpurnius Piso、- 紀元前180年）は、紀元前2世紀初頭の共和政ローマの政務官。紀元前180年に執政官（コンスル）を務めたが就任後すぐ死去した。

## 出自
ピソはプレプス（平民）であるカルプルニウス氏族の出身である。最も古い氏族のひとつであり、第2代ローマ王ヌマ・ポンピリウスの息子カルプス (Calpus) を始祖としているとされる（ヌマの子孫と称する氏族は他にピナリウス氏族、ポンポニウス氏族、アエミリウス氏族がある）。カピトリヌスのファスティによると、父も祖父もプラエノーメン（第一名、個人名）はガイウスである。父ガイウスは紀元前211年にプラエトル（法務官）を務めている。なお、ピソは氏族としては最初の執政官である。

## 経歴
紀元前186年、プラエトルに選出され、ヒスパニア・ウルテリオルを担当した。ケルティベリア人に勝利したルキウス・マンリウス・アキディヌス・フルウィアヌスの後任としてであった。
翌紀元前185年、ピソとプラエトルだった同僚のルキウス・クィンクティウス・クリスピヌスは引き続きプロプラエトル（前法務官）としてインペリウム（軍事指揮権）を保持した。二人はバエトゥリアに入ると敵地に侵攻し、ディポとトレトゥム近郊で5000の兵を失う敗北を喫したが、味方をまとめて敵をタグス川まで追跡すると、両プロプラエトルが敵陣に斬り込み、35000の敵のほとんどを倒す戦果を挙げたという。
紀元前184年、二人はレガトゥス（使者）をローマ市に派遣して勝利の報告をし、ローマ軍団と共に帰国する許可を求めた。元老院は2日間の感謝祭を決定し、軍団の帰国に関しては護民官と執政官の対立があったものの、結局、新しいプラエトルに一万弱を預けて派遣し、4つの軍団に補充して余ったものを帰国させることになった。ローマに戻ったピソとクリスピヌスは、ルシタニア人とケルティベリア人に対する勝利を祝い、それぞれ凱旋式を挙行した（凱旋式のファスティではこの部分は欠落）。ピソの凱旋式では金冠83個と銀12,000ポンドが披露され、クリスピヌスの時も同じような財宝が運ばれたという。
紀元前181年、エトルリアに植民市グラウィスカエを建設するための三人委員会に、プブリウス・クラウディウス・プルケルとガイウス・テレンティウス・イストラと共に選ばれた。
紀元前180年、同僚のパトリキ（貴族）アウルス・ポストゥミウス・アルビヌス・ルスクスと共に執政官に選出され、両者共にリグリア担当となったが、就任後すぐに死去した。ティトゥス・リウィウスによれば、妻ホスティリアの連れ子であるクィントゥス・フルウィウス・フラックスが補充執政官に選出されたが、ローマではホスティリアが毒を盛ったという噂が広まった。

アルビヌスとピソが執政官として宣言された後、「選挙で敗れたフラックスは、彼の母親から3回も立候補しながら落選したことを非難され、さらには彼女は選挙の準備をしており、2ヶ月以内にフラックスを執政官にするために何とかすると言った」と主張する証人が現れた。
リウィウス『ローマ建国史』、XL, 37, 6

ホスティリアは有罪となったが、フラックスは執政官に留まった。
カエサレアのプリスキアヌスの『文法学教程』にはピソに触れた大カトの一節が掲載されている。カトは「この嵐で私の敵は全ていなくなった」。ただ、この一節がどのような演説の一部なのかは不明である。

## 子孫
紀元前148年の執政官ルキウス・カルプルニウス・ピソ・カエソニヌスはピソの養子と思われる。

## 参考資料

### 古代の資料
- カピトリヌスのファスティ
- ティトゥス・リウィウス『ローマ建国史』
- プルタルコス『対比列伝

### 研究書
- Trukhina N. Politics and Politics of the Golden Age of the Roman Republic. - M .: Publishing House of Moscow State University, 1986. - 184 p.
- Broughton R. Magistrates of the Roman Republic. - N. Y. , 1951. - Vol. I. - P. 600.
- Münzer F. Calpurnius 62 // Paulys Realencyclopädie der classischen Altertumswissenschaft . - 1897. - Bd. III, 1. - Kol. 1376.
- Münzer F. Fulvius 60 // Paulys Realencyclopädie der classischen Altertumswissenschaft . - 1910. - Bd. VII, 1. - Kol. 246.